# Casa Febrer
La Casa Febrer és una obra de Vic (Osona) protegida com a Bé Cultural d'Interès Local.

## Descripció
Es tracta d'un edifici entre mitgeres de planta baixa i tres pisos que conforma l'entrega del carrer de les Carnisseries amb el carrer dels Argenters i que engloba dos cossos d'edificació.
La façana de la plaça del Canonge Collell correspon al cos d'edificació més interessant i està integrat amb el que dona al carrer de les Carnisseries a través del comerç de la planta baixa i una fornícula a la cantonada. Aquesta façana segueix l'estil de les façanes barroques de les cases senyorials de la ciutat amb els tres cossos d'edificació i basament, cos principal i coronament. El basament, avui dia desfigurat per uns aplacats, és simètric respecte l'eix vertical central que domina la composició externa de la casa. El cos central d'edificació distingeix les plantes utilitzant la gradació de proporcions dels elements arquitectònics. El coronament està constituït per una sèrie de sis arcades que incorporen un ràfec amb cornisa.
Les obertures són de pedra picada: les lloses dels balcons, el marc de les obertures del cos principal de l'edificació, l'ampit de les sis obertures superiors i a la fornícula. Les baranes són de ferro forjat. Els acabats de la façana són arrebossats. Les arcades superiors, pilars i ràfec tenen motllures de guix.

## Història
La formalització arquitectònica de la casa ens indica que podria haver estat construïda al segle xviii i segurament remodelant altres edificacions anteriors.
Segons Junyent “els edificis que formen la plaça, alineats a cada banda, responen a l'arquitectura de balconades que prevalgué en les construccions vigatanes del segle xix. Hi trenca la monotonia la casa Febrer, d'aires anteriors, més senyorials." (Junyent, 1980, pàg. 388).